# Narlar
Narlar (pers. نرلر) – wieś w Iranie, w ostanie Azerbejdżan Zachodni. W 2006 roku liczyła 212 mieszkańców w 32 rodzinach.